# کارخانه مالیشف
شرکت مالیشف ([Zavod imeni V.O. Malysheva, Завод імені В. О. Малишева] Error: {{Lang-xx}}: متن دارای نشانه‌گذاری ایتالیک است (راهنما)) یک شرکت تولیدکننده تجهیزات صنعتی سنگین در اوکراین است.
این شرکت که در سال ۱۸۹۵ بنیان‌گذاری شده در شهر خارکیف قرار دارد و از محصولات آن می‌توان به موتور دیزل، ماشین‌آلات کشاورزی، ماشین‌های استخراج معدن، دستگاه تصفیه شکر، نیروگاه بادی، تانک و لوکوموتیو اشاره کرد.